# Solbiate
Solbiate (lombardul: Solbiaa) település Olaszországban, Lombardia régióban, Como megyében. Lakosainak száma 2605 fő (2018. január 1.).

## Népesség
A település lakossága az elmúlt években az alábbi módon változott:

| 2017 | 2 602 |
| 2018 | 2 605 |